# Campeonato Paulista de Futebol de 2012 - Série A1
O Campeonato Paulista de Futebol de 2012 - Série A1, foi a 72.ª edição do campeonato organizado pela Federação Paulista de Futebol da principal divisão do futebol paulista, cujo nome oficial foi Paulistão Chevrolet 2012 por motivos de patrocínio. A disputa ocorreu entre 21 de janeiro e 13 de maio. Houve uma cerimônia de abertura, com a partida entre os campeões da Série A1 (Santos) e Série A2 (XV de Piracicaba) de 2011. Havia a possibilidade de os clássicos paulistas serem disputados nos Estados Unidos, o que não acabou ocorrendo.

## Regulamento
O campeão e o vice campeão ganham o direito de disputar a Copa do Brasil de 2013 (caso algum clube se classifique para a Copa Libertadores da América ou pelo ranking da CBF, a vaga será repassada ao 3º colocado e assim por diante). Além disso, os dois clubes mais bem classificados que não pertençam à Série A, Série B ou a Série C garantem vaga na Série D de 2012.

### Primeira fase
O "Paulistão" é disputado por 20 clubes em turno único, onde todos jogaram entre si uma única vez. Neste ano, os oito melhores colocados se classificaram para a fase seguinte. Os quatro últimos colocados desta fase foram rebaixados para a Série A2 de 2013.

#### Critérios de desempate
Caso haja empate de pontos entre dois clubes, os critérios de desempates são aplicados na seguinte ordem:
1. Número de vitórias
2. Saldo de gols
3. Gols marcados
4. Número de cartões vermelhos
5. Número de cartões amarelos
6. Sorteio

### Quartas de final
Os oito classificados da Primeira Fase foram divididos em quatro chaves de dois times, que jogaram uma partida na casa do clube de melhor campanha no somatório das fases anteriores, com o vencedor avançando às semifinais. Em caso de empate no tempo regulamentar, o confronto seria decidido através de pênaltis.

### Semifinais
Os quatro classificados da fase anterior foram divididos em duas chaves de dois times, que jogaram uma partida na casa do clube de melhor campanha no somatório das fases anteriores, com o vencedor avançando à final. Em caso de empate no tempo regulamentar, o confronto seria decidido nos pênaltis.

### Finais
Os dois classificados da fase anterior se enfrentaram em duas partidas, sendo que, o clube que teve melhor campanha no somatório das fases anteriores (Santos), teve mando de campo na segunda partida. Caso tivesse havido empate em pontos, o primeiro critério de desempate seria o saldo de gols na fase final. Caso o empate persistisse, o confronto seria decidido numa disputa por pênaltis.

## Campeão do Interior
Assim como nos anos anteriores, haverá a disputa do título "Campeão do Interior". Após as quartas, os quatro clubes melhor classificados do "Interior" (excluindo-se os times situados na capital e o Santos Futebol Clube) que não tenham se classificados às semifinais disputarão entre si um torneio pra determinar o Campeão do Interior. Os jogos serão em sistema de "mata-mata", com o melhor colocado do "interior" enfrentando o quarto melhor colocado do interior e com o segundo enfrentando o terceiro. Os vencedores enfrentar-se-ão na final, também em jogos de ida e volta, definindo assim o campeão.

## Participantes
| Equipe           | Cidade             | Em 2011        | Estádio                      | Capacidade | Títulos             |
| ---------------- | ------------------ | -------------- | ---------------------------- | ---------- | ------------------- |
| Botafogo         | Ribeirão Preto     | 13º (Série A1) | Santa Cruz                   | 28.562     | 0 (não possui)      |
| Bragantino       | Bragança Paulista  | 15º (Série A1) | Nabi Abi Chedid              | 13.212     | 1 (1990)            |
| Comercial        | Ribeirão Preto     | 4º (Série A2)  | Palma Travassos              | 15.360     | 0 (não possui)      |
| Corinthians      | São Paulo          | 2º (Série A1)  | Pacaembu                     | 37.952     | 26 (último em 2009) |
| Catanduvense     | Catanduva          | 3º (Série A2)  | Silvio Salles                | 16.474     | 0 (não possui)      |
| Guarani          | Campinas           | 2º (Série A2)  | Brinco de Ouro               | 32.453     | 0 (não possui)      |
| Guaratinguetá[1] | Guaratinguetá      | 12º (Série A1) | Dario Rodrigues Leite        | 15.769     | 0 (não possui)      |
| Ituano           | Itu                | 16º (Série A1) | Novelli Júnior               | 16.405     | 1 (2002)            |
| Linense          | Lins               | 14º (Série A1) | Gilberto Siqueira Lopes      | 15.770     | 0 (não possui)      |
| Mirassol         | Mirassol           | 7º (Série A1)  | José Maria de Campos Maia    | 14.534     | 0 (não possui)      |
| Mogi Mirim       | Mogi Mirim         | 11º (Série A1) | Romildo Vitor Gomes Ferreira | 19.900     | 0 (não possui)      |
| Oeste            | Itápolis           | 6º (Série A1)  | Amaros                       | 16.143     | 0 (não possui)      |
| Palmeiras        | São Paulo          | 3º (Série A1)  | Pacaembu[2]                  | 37.952     | 22 (último em 2008) |
| Paulista         | Jundiaí            | 10º (Série A1) | Jayme Cintra                 | 14.771     | 0 (não possui)      |
| Ponte Preta      | Campinas           | 5º (Série A1)  | Moisés Lucarelli             | 19.728     | 0 (não possui)      |
| Portuguesa       | São Paulo          | 8º (Série A1)  | Canindé                      | 21.004     | 3 (último em 1973)  |
| Santos           | Santos             | 1º (Série A1)  | Vila Belmiro                 | 21.256     | 19 (último em 2011) |
| São Caetano      | São Caetano do Sul | 9º (Série A1)  | Anacleto Campanella          | 16.744     | 1 (2004)            |
| São Paulo        | São Paulo          | 4º (Série A1)  | Morumbi                      | 67.428     | 21 (último em 2005) |
| XV de Piracicaba | Piracicaba         | 1º (Série A2)  | Barão de Serra Negra         | 18.799     | 0 (não possui)      |

Obs: 1. ^  No dia 28 de novembro de 2011, o Americana Futebol anunciou seu retorno a sua antiga sede voltando a chamar Guaratinguetá Futebol Ltda..

2. ^  O Estádio Palestra Itália estava fechado para a reforma e construção do Allianz Parque; com isso, o Palmeiras mandou seus jogos no Estádio do Pacaembu.

## Classificação
|                               |     | Equipes 2012     | PG | J  | V  | E | D  | GP | GC | SG  | %  |
| ----------------------------- | --- | ---------------- | -- | -- | -- | - | -- | -- | -- | --- | -- |
|                               | 1.  | Corinthians      | 46 | 19 | 14 | 4 | 1  | 28 | 11 | 17  | 80 |
|                               | 2.  | São Paulo        | 43 | 19 | 13 | 4 | 2  | 42 | 21 | 21  | 75 |
|                               | 3.  | Santos           | 39 | 19 | 12 | 3 | 4  | 46 | 18 | 28  | 68 |
| Promovido da Série A2 de 2011 | 4.  | Guarani          | 36 | 19 | 11 | 3 | 5  | 26 | 18 | 8   | 63 |
|                               | 5.  | Palmeiras        | 36 | 19 | 10 | 6 | 3  | 37 | 24 | 13  | 63 |
|                               | 6.  | Mogi Mirim       | 35 | 19 | 10 | 5 | 4  | 32 | 22 | 10  | 61 |
|                               | 7.  | Bragantino       | 29 | 19 | 8  | 5 | 6  | 33 | 33 | 0   | 50 |
|                               | 8.  | Ponte Preta      | 28 | 19 | 8  | 4 | 7  | 34 | 31 | 3   | 49 |
|                               | 9.  | Mirassol         | 25 | 19 | 6  | 7 | 6  | 31 | 25 | 6   | 43 |
|                               | 10. | Oeste            | 25 | 19 | 6  | 7 | 6  | 32 | 30 | 2   | 43 |
|                               | 11. | São Caetano      | 23 | 19 | 5  | 8 | 6  | 24 | 25 | -1  | 40 |
|                               | 12. | Linense          | 23 | 19 | 6  | 5 | 8  | 31 | 40 | -9  | 40 |
|                               | 13. | Paulista         | 22 | 19 | 7  | 1 | 11 | 26 | 29 | -3  | 38 |
|                               | 14. | Ituano           | 20 | 19 | 5  | 5 | 9  | 25 | 34 | -9  | 35 |
|                               | 15. | Botafogo-SP      | 19 | 19 | 6  | 1 | 12 | 24 | 40 | -16 | 33 |
| Promovido da Série A2 de 2011 | 16. | XV de Piracicaba | 18 | 19 | 5  | 3 | 11 | 23 | 29 | -6  | 31 |
|                               | 17. | Portuguesa       | 18 | 19 | 4  | 6 | 9  | 22 | 29 | -7  | 31 |
|                               | 18. | Guaratinguetá    | 15 | 19 | 4  | 3 | 12 | 22 | 43 | -21 | 26 |
| Promovido da Série A2 de 2011 | 19. | Catanduvense     | 13 | 19 | 2  | 7 | 10 | 19 | 36 | -17 | 22 |
| Promovido da Série A2 de 2011 | 20. | Comercial        | 12 | 19 | 3  | 3 | 13 | 18 | 37 | -19 | 21 |

| Classificaram-se para as quartas de final Serão rebaixados para Série A2 de 2013 |

## Fase final
Em itálico, os times que possuem o mando de campo no confronto de quartas e semifinal (e no 2º jogo da final) e em negrito os times classificados.
|  | Quartas de final | Quartas de final | Quartas de final |        |         | Semifinais  | Semifinais | Semifinais |  |  | Final | Final   | Final | Final | Final |
|  |                  |                  |                  |        |         |             |            |            |  |  |       |         |       |       |       |
|  | 1º               | Corinthians      | 2                |        |         |             |            |            |  |  |       |         |       |       |       |
|  | 8º               | Ponte Preta      | 3                |        |         |             |            |            |  |  |       |         |       |       |       |
|  | 8º               | Ponte Preta      | 3                |        | 8º      | Ponte Preta | 1          |            |  |  |       |         |       |       |       |
|  |                  |                  |                  |        | 8º      | Ponte Preta | 1          |            |  |  |       |         |       |       |       |
|  |                  | 4º               | Guarani          | 3      |         |             |            |            |  |  |       |         |       |       |       |
|  | 4º               | 4º               | Guarani          | 3      | Guarani | 3           |            |            |  |  |       |         |       |       |       |
|  | 4º               |                  |                  |        | Guarani | 3           |            |            |  |  |       |         |       |       |       |
|  | 5º               | Palmeiras        | 2                |        |         |             |            |            |  |  |       |         |       |       |       |
|  |                  |                  |                  |        |         |             |            |            |  |  | 4º    | Guarani | 0     | 2     |       |
|  |                  |                  | 3º               | Santos | 3       | 4           |            |            |  |  |       |         |       |       |       |
|  | 2º               | São Paulo        | 4                |        |         |             |            |            |  |  |       |         |       |       |       |
|  | 7º               | Bragantino       | 1                |        |         |             |            |            |  |  |       |         |       |       |       |
|  | 7º               | Bragantino       | 1                |        | 2º      | São Paulo   | 1          |            |  |  |       |         |       |       |       |
|  |                  |                  |                  |        | 2º      | São Paulo   | 1          |            |  |  |       |         |       |       |       |
|  |                  | 3º               | Santos           | 3      |         |             |            |            |  |  |       |         |       |       |       |
|  | 3º               | 3º               | Santos           | 3      | Santos  | 2           |            |            |  |  |       |         |       |       |       |
|  | 3º               |                  |                  |        | Santos  | 2           |            |            |  |  |       |         |       |       |       |
|  | 6º               | Mogi Mirim       | 0                |        |         |             |            |            |  |  |       |         |       |       |       |

### Quartas de final
| Mandante    | Placar | Visitante   |
| ----------- | ------ | ----------- |
| Corinthians | 2 – 3  | Ponte Preta |
| São Paulo   | 4 – 1  | Bragantino  |
| Santos      | 2 – 0  | Mogi Mirim  |
| Guarani     | 3 – 2  | Palmeiras   |

| 21 de abril | São Paulo                                           | 4 – 1          | Bragantino       | Morumbi, São Paulo                                             |
| 18:30       | Fernadinho 19' · Luís Fabiano 52' 68' · Osvaldo 83' | Súmula Boletim | Júnior Lopes 64' | Público: 25,555 pagantes Árbitro: SP Wilson Luiz Seneme (FIFA) |

| 22 de abril | Corinthians            | 2 – 3          | Ponte Preta                                         | Pacaembu, São Paulo                                    |
| 16:00       | Willian 74' · Alex 90' | Súmula Boletim | Willian Magrão 12' · Roger 34' · Rodrigo Pimpão 89' | Público: 24,254 pagantes Árbitro: SP Rodrigo Braghetto |

| 22 de abril | Santos                    | 2 – 0          | Mogi Mirim | Vila Belmiro, Santos                                         |
| 16:00       | Maranhão 22' · Neymar 71' | Súmula Boletim |            | Público: 10,635 pagantes Árbitro: SP Flávio Rodrigues Guerra |

| 22 de abril | Guarani                           | 3 – 2          | Palmeiras                            | Brinco de Ouro, Campinas                             |
| 18:30       | Fumagalli 50' · Fabinho 53' 90+1' | Súmula Boletim | Marcos Assunção 54' · Henrique 90+3' | Público: 15,005 pagantes Árbitro: SP Vinicius Forlan |

### Semifinais
| Mandante  | Placar | Visitante   |
| --------- | ------ | ----------- |
| São Paulo | 1 – 3  | Santos      |
| Guarani   | 3 – 1  | Ponte Preta |

| 29 de abril | São Paulo        | 1 – 3          | Santos            | Morumbi, São Paulo                                         |
| 16:00       | Willian José 63' | Súmula Boletim | Neymar 3' 31' 77' | Público: 47,771 Árbitro: SP Paulo Cesar de Oliveira (FIFA) |

| 29 de abril | Guarani                          | 3 – 1          | Ponte Preta | Brinco de Ouro, Campinas                            |
| 18:30       | Fábio Bahia 53' · Medina 68' 85' | Súmula Boletim | Caio 39'    | Público: 15,179 Árbitro: SP Flávio Rodrigues Guerra |

### Final
| Equipe 1 | Total | Equipe 2 | Ida   | Volta |
| -------- | ----- | -------- | ----- | ----- |
| Santos   | 7 – 2 | Guarani  | 3 – 0 | 4 – 2 |

#### Jogo de ida
| 6 de maio | Guarani | 0 – 3          | Santos                       | Morumbi, São Paulo                                    |
| 16:00     |         | Súmula Boletim | Ganso 42' · Neymar 65' 90+1' | Público: 43,500 Árbitro: SP Wilson Luiz Seneme (FIFA) |

#### Jogo de volta
| 13 de maio | Santos                               | 4 – 2          | Guarani                       | Morumbi, São Paulo                                         |
| 16:00      | Alan Kardec 1' 90+3' · Neymar 8' 73' | Súmula Boletim | Fabinho 4' · Bruno Mendes 16' | Público: 53,749 Árbitro: SP Paulo Cesar de Oliveira (FIFA) |

| Campeão Paulista 2012 |
| --------------------- |
| Santos (20° título)   |

## Confrontos
|                  | BOT | BRA | CAT | COM | COR | GUA | GTA | ITU | LIN | MIR | MMI | OES | PAL | PAU | PPR | POR | SAN | SCT | SPA | XVP |
| ---------------- | --- | --- | --- | --- | --- | --- | --- | --- | --- | --- | --- | --- | --- | --- | --- | --- | --- | --- | --- | --- |
| Botafogo-SP      | —   | *   | *   | 1–2 | *   | 2–1 | *   | 0–1 | *   | *   | 0–1 | *   | 2–6 | *   | 1–2 | *   | 1–4 | 2–3 | *   | 2–1 |
| Bragantino       | 1–1 | —   | *   | 2–1 | *   | 1–0 | *   | *   | *   | *   | 2–0 | 1–4 | 1–2 | *   | *   | 1–1 | *   | 2–0 | 3–3 | *   |
| Catanduvense     | 2–4 | 2–4 | —   | *   | *   | 1–2 | 1–3 | *   | 2–2 | *   | 0–2 | 1–1 | 1–1 | *   | 1–1 | *   | *   | *   | *   | *   |
| Comercial        | *   | *   | 2–1 | —   | 3–3 | 0–2 | 2–1 | 0–1 | 3–4 | 0–1 | 1–3 | 0–2 | *   | *   | *   | *   | *   | *   | *   | *   |
| Corinthians      | 1–0 | 1–1 | 2–1 | *   | —   | 1-1 | *   | *   | 1–0 | 2–1 | *   | *   | 2–1 | 1–0 | *   |     | *   | *   | 1–0 | 1–0 |
| Guarani          | *   | *   | *   | *   | *   | —   | *   | 2–0 | 2–1 | 2–0 | *   | 2–1 | 3–1 | 2–1 | *   | 1–0 | 0–2 | *   | *   | 2–0 |
| Guaratinguetá    | 2–1 | 2–2 | *   | *   | 0–2 | 2–1 | —   | *   | *   | 0–4 | 1–1 | *   | 2–3 | *   | 2–1 | *   | *   | 2–2 | *   | *   |
| Ituano           | *   | 1–4 | 1–1 | *   | 0–1 | *   | 3–0 | —   | 2–3 | 1–1 | *   | *   | *   | 3–2 | *   | *   | *   | 2–2 | 2–4 | *   |
| Linense          | 1–3 | 2–1 | *   | *   | *   | *   | 4–2 | *   | —   | 1–1 | 0–2 | *   | 1–3 | *   | *   | *   | *   | 3–3 | 2–1 | 0–4 |
| Mirassol         | 3–0 | 2–3 | 1–1 | *   | *   | *   | *   | *   | *   | —   | 2–2 | *   | *   | 1–2 | 3–3 | 4–2 | 1–3 | *   | 0–1 | 3–0 |
| Mogi Mirim       | *   | *   | *   | *   | 1–1 | 3–0 | *   | 2–2 | *   | *   | —   | *   | *   | 3–1 | 1–3 | 3–0 | 3–1 | 1–0 | *   | 2–2 |
| Oeste            | 2–3 | *   | *   | *   | 0–3 | *   | 2–1 | 4–2 | 1–1 | 0–0 | 1–2 | —   | *   | 2–1 | *   | 3–2 | *   | *   | 2–3 | *   |
| Palmeiras        | *   | *   | *   | 2–2 | *   | *   | *   | 3–0 | *   | 0–1 | 2–0 | 1–1 | —   | *   | 2–1 | 1–1 | *   | 0–0 | 3–3 | 3–2 |
| Paulista         | 0–1 | 2–0 | 3–1 | 3–0 | *   | *   | 2–1 | *   | 1–2 | *   | *   | *   | 0–1 | —   | *   | *   | 1–1 | 1–2 | *   | 2–1 |
| Ponte Preta      | *   | 5–1 | *   | 1–0 | 1–2 | 1–1 | *   | 1–0 | 2–1 | *   | *   | 2–2 | *   | 4–1 | —   | 3–1 | *   | *   | 1–3 | *   |
| Portuguesa       | 3–0 | *   | 0–0 | 3–0 | 0–2 | *   | 2–1 | 1–1 | 2–2 | *   | *   | *   | *   | 0–2 | *   | —   | 0–2 | *   | *   | 1–0 |
| Santos           | *   | 2–0 | 5–0 | 2–0 | 1–0 | *   | 5–0 | 2–1 | 4–1 | *   | *   | 1–1 | 1–2 | *   | 6–1 | *   | —   | *   | *   | *   |
| São Caetano      | *   | *   | 0–1 | 2–0 | 0–1 | 0–1 | *   | *   | *   | 2–2 | *   | 2–2 | *   | *   | 1–0 | 1–1 | 2–1 | —   | *   | 1–1 |
| São Paulo        | 4–0 | *   | 2–0 | 1–1 | *   | 1-1 | 3–0 | *   | *   | *   | 2–0 | *   | *   | 3–1 | *   | 2–1 | 3–2 | 2–1 | —   | *   |
| XV de Piracicaba | *   | 2–3 | 0–2 | 2–1 | *   | *   | 2–0 | 1–2 | *   | *   | *   | 2–1 | *   | *   | 2–1 | *   | 1–1 | *   | 0–1 | —   |

| Vitória do mandante; Vitória do visitante; Empate. | Em verde os jogos da próxima rodada; Em negrito os jogos "clássicos". |

### Desempenho por rodada
Clubes que lideraram o campeonato ao final de cada rodada:
| Rodadas | Rodadas | Rodadas | Rodadas | Rodadas | Rodadas | Rodadas | Rodadas | Rodadas | Rodadas | Rodadas | Rodadas | Rodadas | Rodadas | Rodadas | Rodadas | Rodadas | Rodadas | Rodadas |
| ------- | ------- | ------- | ------- | ------- | ------- | ------- | ------- | ------- | ------- | ------- | ------- | ------- | ------- | ------- | ------- | ------- | ------- | ------- |
| 1       | 2       | 3       | 4       | 5       | 6       | 7       | 8       | 9       | 10      | 11      | 12      | 13      | 14      | 15      | 16      | 17      | 18      | 19      |
| SPA     | SPA     | SPA     | COR     | SPA     | SPA     | PAL     | PAL     | COR     | COR     | COR     | COR     | COR     | PAL     | SPA     | SPA     | SPA     | SPA     | COR     |

Clubes que ficaram na lanterna no campeonato ao final de cada rodada:
| Rodadas | Rodadas | Rodadas | Rodadas | Rodadas | Rodadas | Rodadas | Rodadas | Rodadas | Rodadas | Rodadas | Rodadas | Rodadas | Rodadas | Rodadas | Rodadas | Rodadas | Rodadas | Rodadas |
| ------- | ------- | ------- | ------- | ------- | ------- | ------- | ------- | ------- | ------- | ------- | ------- | ------- | ------- | ------- | ------- | ------- | ------- | ------- |
| 1       | 2       | 3       | 4       | 5       | 6       | 7       | 8       | 9       | 10      | 11      | 12      | 13      | 14      | 15      | 16      | 17      | 18      | 19      |
| BOT     | GTA     | GTA     | CAT     | CAT     | CAT     | BOT     | BOT     | ITU     | XVP     | XVP     | XVP     | COM     | COM     | COM     | COM     | COM     | COM     | COM     |

## Seleção do Campeonato
| Posição          | Jogador         | Clube       |
| Goleiro          | Rafael Cabral   | Santos      |
| Lateral-direito  | Oziel           | Guarani     |
| Zagueiro         | Edu Dracena     | Santos      |
| Zagueiro         | Rhodolfo        | São Paulo   |
| Lateral-esquerdo | Cortez          | São Paulo   |
| Volante          | Marcos Assunção | Palmeiras   |
| Volante          | Paulinho        | Corinthians |
| Meia             | Lucas           | São Paulo   |
| Meia             | Ganso           | Santos      |
| Atacante         | Neymar          | Santos      |
| Atacante         | Hernane         | Mogi Mirim  |
| Técnico          | Vadão           | Guarani     |
| ---------------- | --------------- | ----------- |

## Artilheiros
| Gols | Jogador       | Clube       |
| 20   | Neymar        | Santos      |
| 16   | Hernane       | Mogi Mirim  |
| 12   | Giancarlo     | Bragantino  |
| 11   | Willian José  | São Paulo   |
| 9    | Fumagalli     | Guarani     |
| 9    | Xuxa          | Mirassol    |
| 8    | Lenílson      | Linense     |
| 8    | Marcelo Costa | São Caetano |
| 8    | Barcos        | Palmeiras   |
| ---- | ------------- | ----------- |